# Terrie Miller
Terrie Norlene Miller (Green Bay, Estados Unidos, 10 de marzo de 1978) es una nadadora noruega nacida en Estados Unidos, retirada, especializada en pruebas de estilo braza. Fue campeona de Europa en 100 metros braza y subcampeona en 50 metros braza durante el Campeonato Europeo de Natación en Piscina Corta de 1996.

## Palmarés internacional
| Campeonato Europeo de Natación en Piscina Corta | Campeonato Europeo de Natación en Piscina Corta | Campeonato Europeo de Natación en Piscina Corta | Campeonato Europeo de Natación en Piscina Corta |
| Año                                             | Lugar                                           | Medalla                                         | Prueba                                          |
| ----------------------------------------------- | ----------------------------------------------- | ----------------------------------------------- | ----------------------------------------------- |
| 1996                                            | Rostock (Alemania)                              | Medalla de plata                                | 50 m braza                                      |
| 1996                                            | Rostock (Alemania)                              | Medalla de oro                                  | 100 m braza                                     |